# Sen
För andra betydelser, se Sen (olika betydelser).

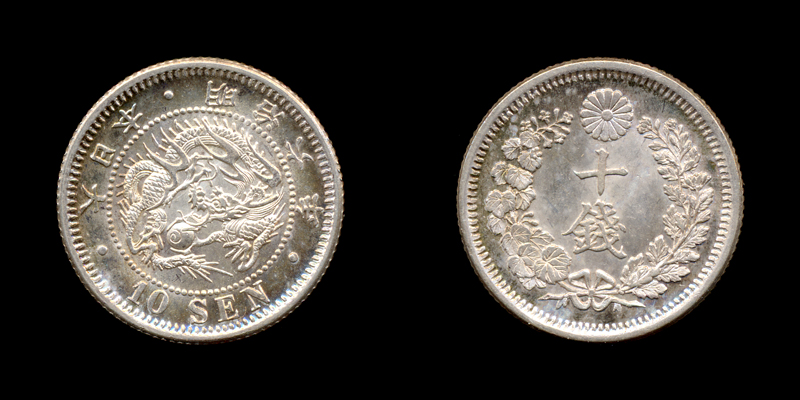
Japanskt 10 sen-mynt från Meiji-perioden.

Sen är en myntenhet i Indonesien och Malaysia och en före detta myntenhet i Japan (mynten togs ur cirkulation 1953). I Indonesien är en sen en hundradels rupiah, Malaysia en hundradels ringgit och i Japan var det en hundradels yen.
I Malaysia finns sen i myntvalörerna 1, 5, 10, 20 och 50.
I Japan har valutan gett namn åt de allmänna badstugorna, sento.